# نانا كلوتس
نانا آما براون كلوتس (23 مايو 1981 -) باحثة غانية، تلقت تعليمها الثانوية في مدرسة ثانوية بنات مافانتسمان، ومن ثم تلقت تعليمها الجامعي في جامعة كيب كوست في غانا حيث حصلت على درجة الباكالوريوس في الفيزياء ولاحقا حصلت على درجة الدكتوراة في جامعة كيب تاون في جنوب إفريقيا.

## مسيرتها العلمية
درست المناخ فب منطقة غرب إفريقيا، حيث ركزت في عملها على علم المناخ وتطوره و بالأخص الرياح الموسمية الأفريقية. شغلت كلوتس منصب أستاذ محاضر في قسم الفيزياء من جامعة غانا، كما شغلت منصب زميل في علم المناخ في المعهد الإفريقي للعلوم الرياضية إلى جانب كونها مؤلف رئيسي في تقرير التقييم السادس للهيئة الحكومية الدولية المعنية بتغيّر المناخ (AR6)، حرصت كلوتس على أن تشجع بشكل دائم ونشط الفتيات في غانا على التفكير في المهن العلمية إلى جانب دعمها لتحسينات تعليم العلوم في البلاد.
عملت كلوتس كأحد كبار علماء الأبحاث في معهد غانا لعلوم وتكنولوجيا الفضاء التابع للجنة الطاقة الذرية في غانا في خلال الأعوام (2016-2018)، و قبل ذلك كانت ضيف محاضر في مركز خدمة علوم غرب إفريقيا المعني بالمناخ واستخدام الأراضي المُكيَّف (WASCAL) الذي أقيم في نيجيريا.